# Hyla zhaopingensis
Hyla zhaopingensis és una espècie de granota de la família dels hílids. És endèmica de la Xina. Els seus hàbitats naturals inclouen boscos tropicals o subtropicals secs i a baixa altitud, pantans, aiguamolls d'aigua dolça, corrents intermitents d'aigua, terra llaurable, plantacions, jardins rurals, zones prèviament boscoses ara molt degradades, estanys i terres d'irrigació. Està amenaçada d'extinció per la destrucció del seu hàbitat natural.